# 蘭布斯海姆魏爾湖

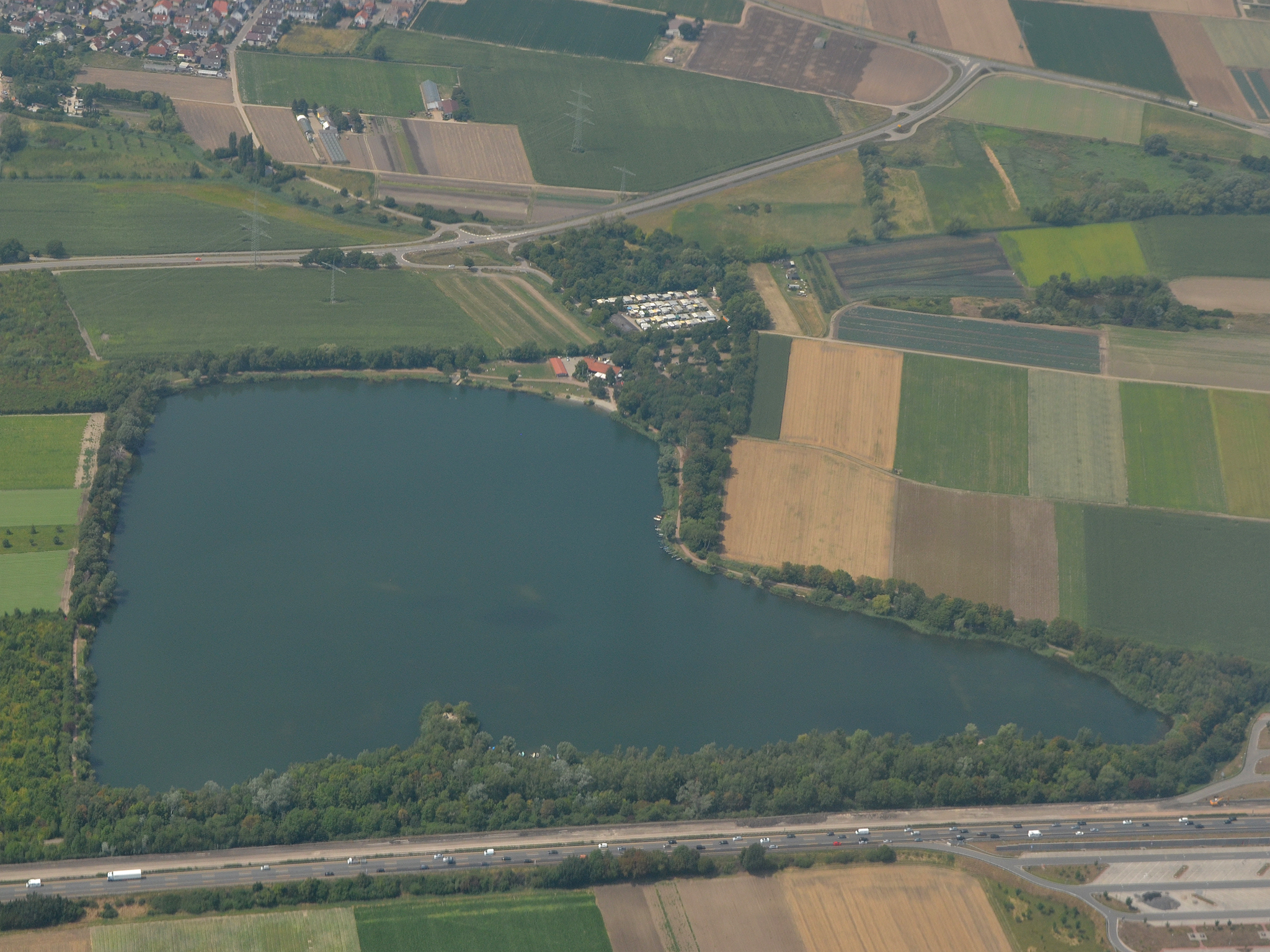

49°31′00″N 8°18′23″E / 49.516572°N 8.306437°E
蘭布斯海姆魏爾湖（德語：Lambsheimer Weiher），是德國的湖泊，位於該國西南部，由萊茵蘭-普法爾茨州負責管轄，長0.7公里、寬0.5公里，面積0.2平方公里，海拔高度93米，最大水深9米。